# Stenasellus cambodianus
Stenasellus cambodianus is een pissebed uit de familie Stenasellidae. De wetenschappelijke naam van de soort is voor het eerst geldig gepubliceerd in 1985 door Claude Boutin & Guy Magniez.